# 赫曼 (內布拉斯加州)
赫曼（英語：Herman）是位於美國內布拉斯加州華盛頓縣的村。

## 人口
根據2020年美國人口普查的數據，赫曼的面積為0.37平方千米，皆為陸地。當地共有人口247人，而人口密度為每平方千米668人。